# FK Drobė Kaunas
El FK Drobė Kaunas fue un equipo de fútbol de Lituania que jugó en la Liga Soviética de Lituania, la primera división de la RSS de Lituania.

## Historia
Fue fundado en el año 1952 en la ciudad de Kaunas con el nombre Lima Kaunas por empleados de la fábrica textil Lima, logrando ser campeón nacional en 1955 al ganar un partido de desempate.
En 1971 la fábrica Lima se fusiona con la fábrica Dobe y el club cambia su nombre por el de FK Drobė Kaunas siendo uno de los participantes más regulares de la Liga Soviética de Lituania entre los años 1950 y años 1970 hasta que descendió en 1970.
Luego de varios años tras la disolución de la Unión Soviética y la independencia de Lituania el club pasa a jugar en las divisiones regionales hasta que desaparece en 1996 luego de la fábrica Dobe cerrara operaciones.

## Palmarés
- Liga Soviética de Lituania: 1

1955
- Copa Lituana de Fútbol: 2

1953, 1962

## Jugadores

### Jugadores destacados
| - Jonas Kubilevičius | - Henrikas Markevičius |